# جامع ذي المنارتين
جامع ذي المنارتين أو كما يسمونه أهل البصرة أبو منارتين، من مساجد البصرة القديمة، ويمتاز ببنائهِ الأثري التراثي، وذكر إعادة اعمار المسجد كان عام 1295 هـ/ 1878م، وهذا ما مثبت على قطعة من الرخام محفوظة داخل المسجد، ولقد جدد بنيانه وتعميره في عهد الدولة العثمانية عام 1318 هـ/1900م، وسمي بهذا الاسم لأنه له قاعدتان للمنارة ولم تبنى أصلا، وكان فيه بناء ملحق للمدرسة الرحمانية كانت تدرس فيها العلوم الدينية أيام الدولة العثمانية وفي العهد الملكي في العراق، ثم أغلقت.
يقع هذا الجامع في محلة البكر والأحرار (محلة الباشا سابقا) وبالقرب من نهر السيف.
ولقد أعيد بناء المسجد عام 1342 هـ/1923م، وبعد ذلك جدد بناؤه عام 1426 هـ/2005م، وبني فيه حمامات ومحلات للوضوء ومغسلا للأموات.
ويمتاز بناؤه التراثي القديم الذي مضى عليه أكثر من مائة عام بوجود الطابوق الفرشي وبني له السقف بالطابوق عكادة حصيري، ذو نقوش، وله مدخلان من ثماني أقواس وله ثلاث أبواب مع خمسة نوافذ مصنوعة من الخشب الصاج، وبناء الأرضية والحائط من الحجر الفرشي المنقوش، وتبلغ مساحة الحرم 350م2، ويقوم الحرم على 8 أعمدة من الحديد وتنتهي بجسور تحمل السقف.
ويتوسط الحرم محراب مبني من الطابوق المزجج الكربلائي، له سقف من الطابوق الفرشي الحصيري، وعن يمينه منبر من الخشب الصاج، ذو نقوش جميلة متقنة الصنع، وفي الحرم محفل للقراء يطل على الحرم وبه سلم مصنوع من الخشب الصاج، وقبالة الحرم طارمة بطول ثلاثة أمتار وتقوم على اساطين من أعمدة حديدية، بني سقفها من الطابوق الفرشي والحديد وبطريقة بناء عكادة حصيرية، ذات نقوش جميلة، وقبالة الطارمة ساحة أرضيتها من الطابوق الفرشي القديم وزرعت حديقة الساحة بالأشجار، وفي باحة الجامع مصلى صيفي ويعلو الجامع مئذنة حديثة صنعت من الحديد.
ولقد زار المسجد الأثري الكثير من الأعيان ومنهم الملك فيصل الثاني ورئيس الوزراء السابق نوري السعيد، وكذلك الأعيان من بيت النقيب وبيت الخضيري، والسالم، وكان الجامع في العهد الملكي يكتظ بالمصلين ليشهدوا صلاة العيدين وصلاة الجمعة، والصلوات الخمس.
ومن الأئمة والخطباء الذين تعاقبوا على منصب الإمامة فيه:
- الشيخ أحمد الشنان.
- الشيخ عبد الحليم الشنان.
- الشيخ حامد الخويطر.
- القاضي إياس عبد الكريم الحمداني ويشغل وظيفة معاون قضائي في محكمة سفوان التابعة إلى رئاسة استئناف البصرة، وهو من وجهاء مدينة البصرة.[1]